# مراجعي الأعراق
مراجعي الأعراق (بالإنجليزية: Interspecies Reviewers) هي سلسلة مانغا يابانية نشرت من قبل نيكونيكو في أغسطس 2016،تم جمعها في 7 نيكونيكو وتم تحويلها لمسلسل أنمي من إنتاج باسيون عرض في يناير حتى مارس 2020.
في الوطن العربي، تم بثه على كرانشي رول في كرانشي رول 16 يناير2023، ولاحقا على قناة أجيال في 2021، وبعدها على جولي بالعربي في 2024.

## الأصواتالأردن
- عبد الرحمن ظاهر :كريه الرائحة  [2]
- ريم سعادة : أوكبا
- محمود حميدة : بروز الرجل الكلب
- روعة السعدي : كريمفيل الملاك